# Henryk Kroll
Henryk Kroll (ur. 20 stycznia 1949 w Gogolinie) – polski polityk mniejszości niemieckiej, w latach 1991–2008 przewodniczący Towarzystwa Społeczno Kulturalnego Niemców na Śląsku Opolskim, poseł na Sejm I, II, III, IV i V kadencji.

## Życiorys
Syn Johanna Krolla.
Z wykształcenia lekarz weterynarii, ukończył w 1976 studia na Akademii Rolniczej we Wrocławiu. Od 1977 do 1991 pracował jako kierownik fermy, następnie prezes zarządu Rolniczej Spółdzielni Produkcyjnej w Obrowcu.
W 1991, 1993, 1997 i 2001 uzyskiwał mandat poselski z komitetu wyborczego Mniejszości Niemieckiej z okręgów opolskich: nr 10, nr 30 i nr 21. W 2005 po raz piąty został posłem na Sejm, uzyskując 7852 głosy. W 2007 bez powodzenia ubiegał się o reelekcję. W 2009 bezskutecznie ubiegał się o wybór do Parlamentu Europejskiego (z 3. miejsca listy PSL w okręgu obejmującym województwo dolnośląskie i opolskie).
Był przewodniczącym Towarzystwa Społeczno-Kulturalnego Niemców na Śląsku Opolskim, zrezygnował z tej funkcji w 2008. Od 2005 do 2009 pełnił funkcję przewodniczącego Związku Niemieckich Stowarzyszeń Społeczno-Kulturalnych w RP.

## Odznaczenia i wyróżnienia
W 2012 odznaczony Srebrnym Krzyżem Zasługi, a w 2021 Krzyżem Zasługi na Wstędze Orderu Zasługi Republiki Federalnej Niemiec.
W 2003 wyróżniony Komandorią Missio Reconciliationis.